# Colonel Fabien (Métro Paris)

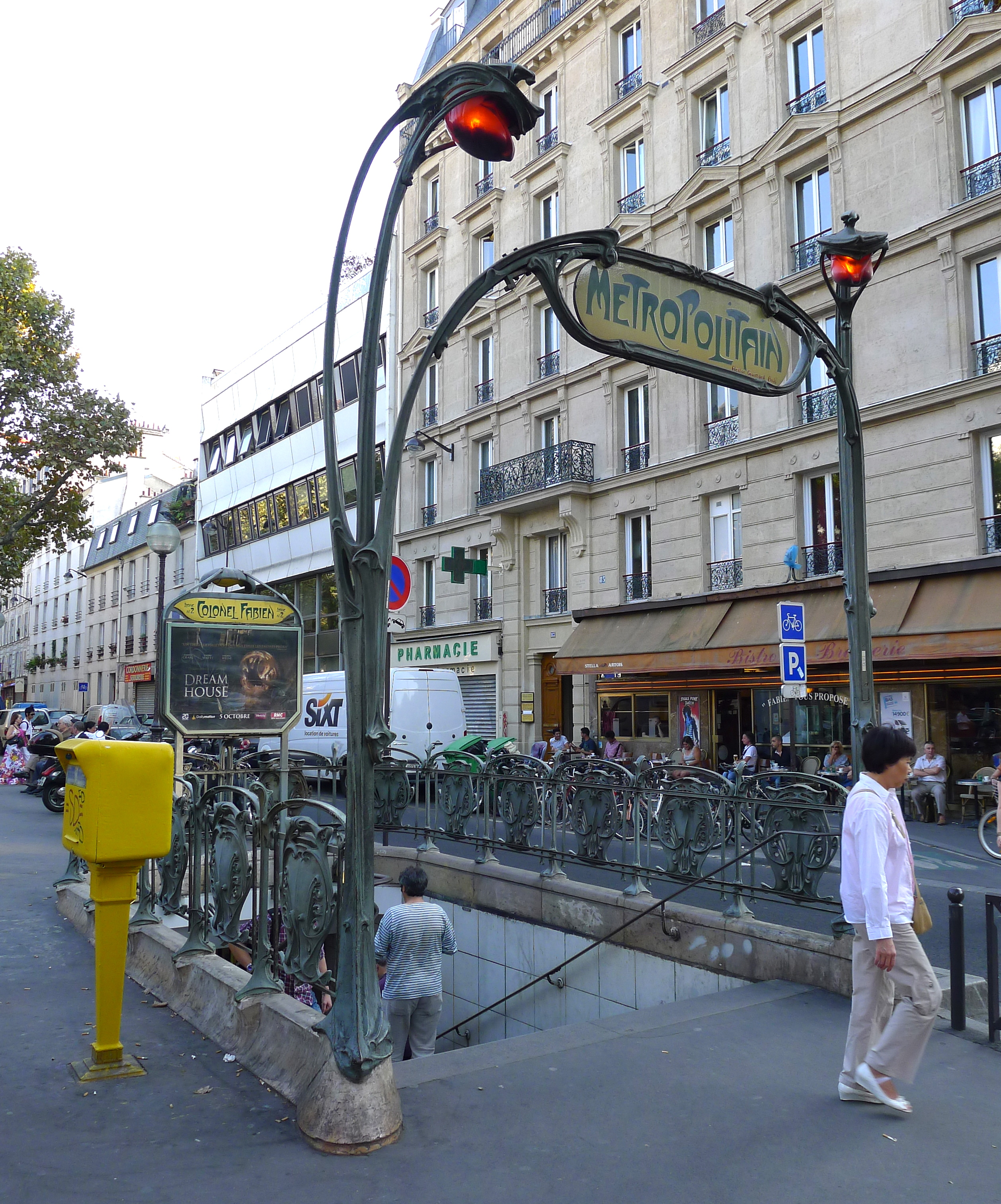
Guimard-Zugang im Stil des Art nouveau

Colonel Fabien [kɔlɔnɛl fabjɛ̃] ist eine unterirdische Station der Linie 2 der Pariser Métro.

## Lage
Der U-Bahnhof befindet sich an der Grenze des Quartier de l’Hôpital-Saint-Louis im 10. Arrondissement mit dem Quartier du Combat im 19. Arrondissement von Paris. Er liegt längs unter dem Boulevard de la Villette südlich des Platzes Place du Colonel Fabien.

## Name
Ursprünglich hieß die Station „Combat“, da der namengebende Platz bei ihrer Eröffnung Place du Combat (dt.: Kampfplatz) hieß. Zwischen 1778 und 1848 existierte dort eine hölzerne Arena, in der Zweikämpfe von Tieren (u. a. von Hunden, Stieren und Tigern) stattfanden.
Am 19. August 1945 wurde die Metrostation wie der Platz nach Pierre Georges alias Colonel Fabien (1919–1944) umbenannt. Colonel Fabien war ein französischer Widerstandskämpfer während der Deutschen Besetzung Frankreichs im Zweiten Weltkrieg. Am 21. August 1941 schoss er im U-Bahnhof Barbès Rochechouart den deutschen Offiziersanwärter Alfons Moser nieder, was als erstes Attentat auf die deutschen Besatzungstruppen betrachtet wird.

## Geschichte und Beschreibung
Die Station wurde am 31. Januar 1903 von der Compagnie du chemin de fer métropolitain de Paris (CMP) eröffnet, als die Verlängerung deren Linie 2 von Anvers nach Bagnolet (seit 1970: Alexandre Dumas) in Betrieb genommen wurde.
Die 75 m lange Station liegt unter einem elliptischen, weiß gefliesten Deckengewölbe. Sie hat Seitenbahnsteige an zwei Streckengleisen und Seitenwände, die der Krümmung der Ellipse folgen. Der einzige Zugang weist das von Hector Guimard entworfene Art-nouveau-Dekor auf.
Nördlich der Station verlässt die Strecke den Tunnel und führt über eine Rampe zum Hochbahnviadukt mit dem folgenden U-Bahnhof Jaurès.

## Fahrzeuge

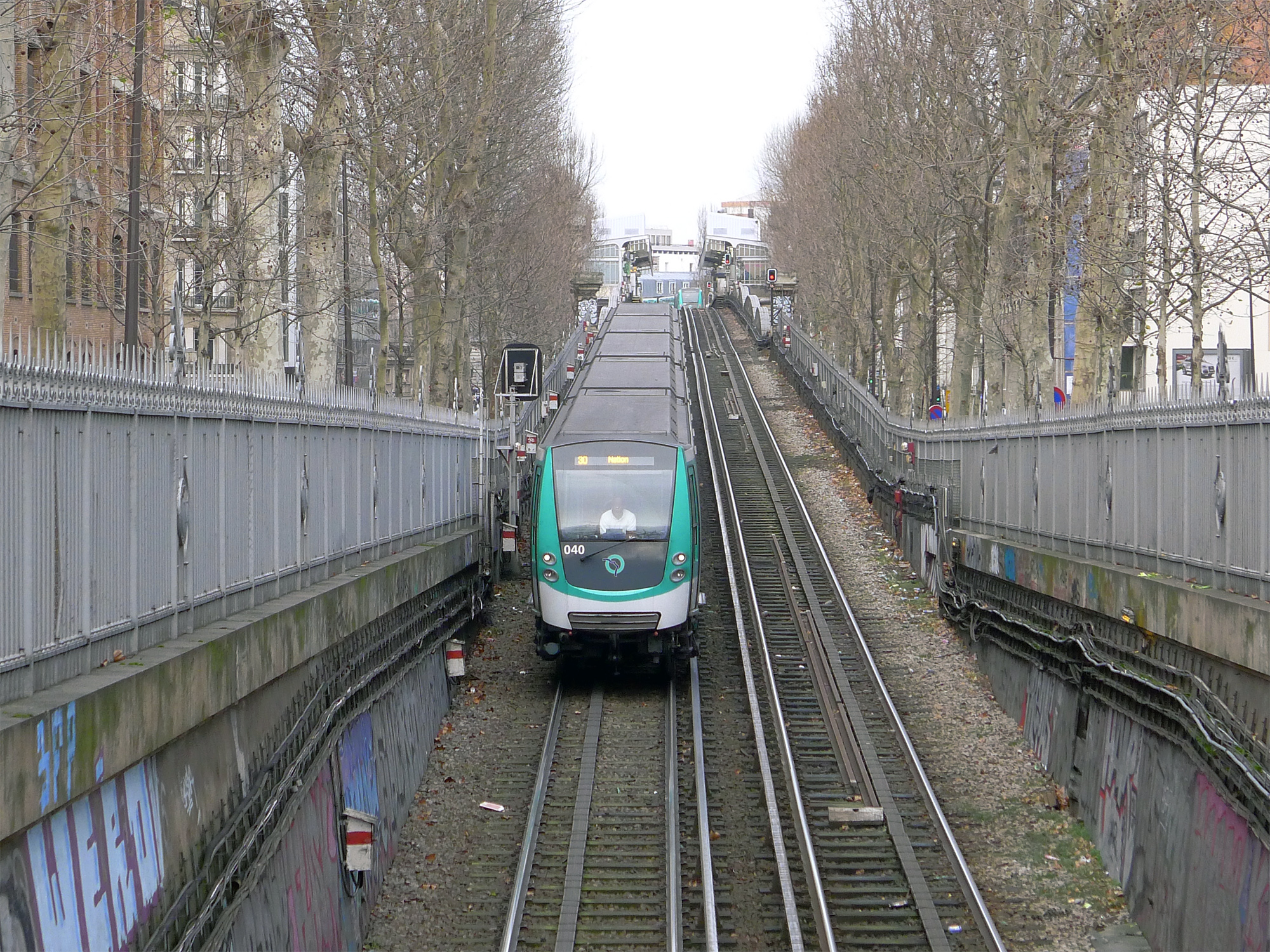
MF-01-Zug auf der Rampe zum Hochbahnviadukt, im Hintergrund die Station Jaurès

Auf der Linie 2 liefen zunächst zweiachsige Fahrzeuge mit Holzaufbauten, die Züge bestanden aus sechs kurzen Beiwagen und einem Triebwagen an jedem Zugende. Von 1914 bis 1981 wurde die Linie von fünfteiligen, grün lackierten Sprague-Thomson-Zügen befahren. Da sie mittelfristig nicht auf gummibereifte Fahrzeuge umgestellt werden sollte, kam ab 1979 die Baureihe MF 67 auf die Strecke, die ihre Vorgänger innerhalb von zwei Jahren vollständig ablöste. Seit 2008 kommen Serienfahrzeuge der Baureihe MF 01, seit 2011 ausschließlich, zum Einsatz.